# Kutina
Kutina es una ciudad de Croacia en el condado de Sisak-Moslavina.

## Geografía
Se encuentra a una altitud de 112 m s. n. m. a 82,5 km de la capital nacional, Zagreb.

## Demografía
En el censo 2011, el total de población de la ciudad fue de 22 815 habitantes, distribuidos en las siguientes localidades:
- Banova Jaruga - 669
- Batina - 199
- Brinjani - 254
- Čaire - 33
- Gojlo - 375
- Husain - 965
- Ilova - 818
- Jamarica - 402
- Janja Lipa - 200
- Katoličke Čaire - 229
- Kletište - 117
- Krajiška Kutinica - 73
- Kutina - 13 773
- Kutinica - 52
- Kutinska Slatina - 580
- Međurić - 484
- Mikleuška - 140
- Mišinka - 114
- Repušnica - 1 827
- Selište - 281
- Stupovača - 443
- Šartovac - 383
- Zbjegovača - 347

| Gráfica de población de Kutina 1857-2011                            |
|                                                                     |
| Según los censos de población de la oficina estadística de Croacia. |